# De la Trinité
 (juillet 2012).
Si vous disposez d'ouvrages ou d'articles de référence ou si vous connaissez des sites web de qualité traitant du thème abordé ici, merci de compléter l'article en donnant les références utiles à sa vérifiabilité et en les liant à la section « Notes et références ».

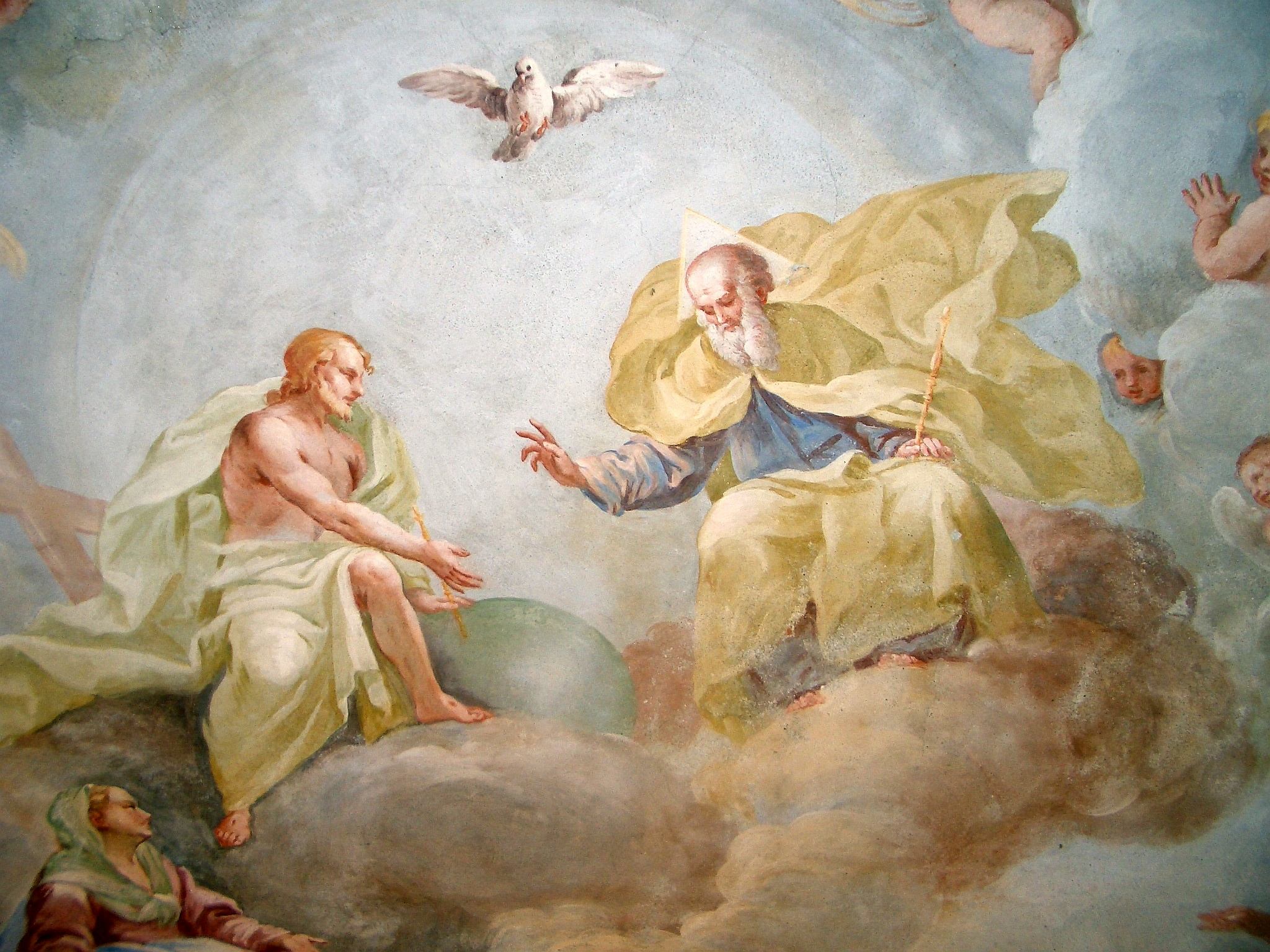
La Trinité représentée par Luca Rossetti da Orta.

De la Trinité (De trinitate) est une œuvre en quinze livres d'Augustin d'Hippone. L'auteur a pour objectif de combattre les erreurs de la raison qui corrompent la foi et de montrer la vérité de la trinité des personnes en un seul et vrai Dieu.
C'est sans doute l'ouvrage auquel Augustin consacra le plus d'années. D'après une lettre adressée à Aurélius, on peut estimer qu'il y a travaillé de 400 à 416, même si cette tâche fut interrompue à de nombreuses reprises par la lutte contre les hérésies, par des discours, des lettres ou des textes plus longs. Le traité de la Trinité est plutôt un traité dogmatique sur ce mystère qu'un livre de polémique contre les hérétiques et leurs divergences d'avec la doctrine chrétienne. Il ne s'attache pas tant à réfuter leurs arguments et à établir le dogme de l'Église qu'à produire des raisonnements sur les différentes manières d'expliquer et de faire comprendre ce mystère.

## Présentation générale

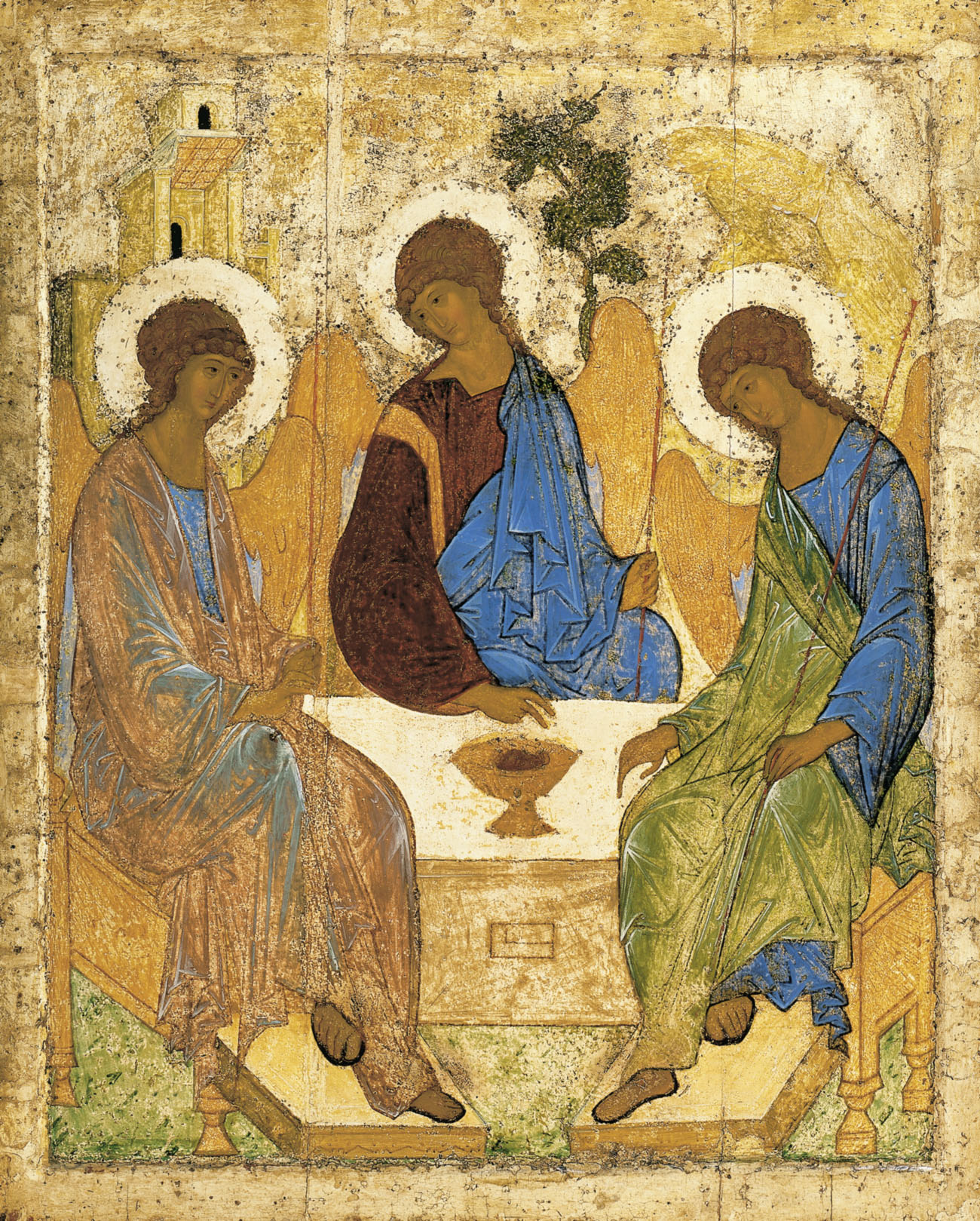
Icône dite de la Trinité d'Andrei Roublev. Il s'agit des trois hommes apparus à Abraham au Chêne de Mambré, que Roublev, à la suite des Pères de l'Église, interprète comme une figure du mystère de la Trinité indivisible.

Cet ouvrage est son « chef-d'œuvre spéculatif ». Augustin cherche à répondre aux critiques du concile de Nicée qui a défini ce qu'était Trinité ; il veut aussi convaincre les philosophes païens de la nécessité d'un médiateur divin ; enfin, « il veut convaincre ses lecteurs que la rédemption et la croissance spirituelle dépendent de notre capacité à se voir comme image d'un Dieu trine ». Dans tout l'ouvrage, Augustin suit « la méthode de la foi cherchant à comprendre (the method of faith seeking understanding) ».
Les livres de 1 à 4 sont consacrés à la théologie et à l'exégèse biblique. À la question pourquoi seul le Fils s'est fait homme, Augustin répond que le Christ, verbe de Dieu, s'est incarné pour communiquer avec les hommes et leur offrir un exemple à imiter. Pour lui, à la différence des néo-platoniciens Plotin et Porphyre, les hommes ne connaissent pas Dieu par union avec lui. Ils doivent passer par l'intermédiaire du médiateur qu'est le Christ dont le sacrifice défait le mal sans qu'il soit besoin de passer par les rites theurgiques des néo-platoniciens.
Par ailleurs, en faisant entrer le christianisme dans le temps de l'histoire avec la mort et la résurrection du Christ, il se différencie également des néo-platoniciens qui envisagent le temps comme milieu immobile, immuable, siège du déploiement de la contingence que les évènements n'altèrent en rien car éternellement semblable à lui-même. Dans cette perspective historique, Augustin voit dans la rencontre d'Abraham sous le chêne de Mambré (Genèse XVIII) avec trois hommes, dont un lui promet qu'il aura un fils, une préfiguration de la Trinité : il note en effet que bien qu'il y ait trois personnes, Abraham s'adresse à eux au singulier. Enfin, pour lui, même si l'Esprit saint procède du Père et du Fils (c'est la question du filioque qui sépare le christianisme occidental de l'orthodoxie) le Père reste la source du principe divin.
Les livres 5 à 7 sont consacrés au vocabulaire trinitaire. Augustin est confronté à un problème de traduction du grec au latin dans la définition de la Trinité. En effet, pour les Grecs, la Trinité c'est « mia Ousia, treis Hupostasis, une substance trois hypostases ». Le problème c'est qu'en latin ousia et hupostasis sont synonymes et traduits par essence ou substance. Aussi, Augustin traduit ousia par essence et, à la suite de Tertullien, Hupostasis par personne. Ce choix ne lui convient pas entièrement, le mystère de la Trinité est au-delà de ce qu'on peut en dire. Malgré tout, s'il se résout à cette solution c'est parce que la notion de personne évoque une réalité, non une abstraction, et parce que ce terme évoque « l'être-en-relation ». D'une façon générale, Augustin amplifie la vision latine issue de Tertullien qui insiste plus que celle des Grecs sur l'unité de la Trinité. Pour lui, celle-ci « opère inséparablement dans tout ce qu'elle fait ». Sa formulation renforce l'idée d'unité : « Unitas Trinitas, Deus Trinitas, Deus Trinitatis ».
Notons que si Mary T. Clark distingue les livres 1-4 des livres 5-7 comme nous l'avons fait, Marie-Anne Vannier les traite ensemble sous le titre « La Trinité : un mystère d'amour » et insiste sur le fait que pour Augustin l'Esprit saint est amour.
Les livres 8 à 15 sont consacrés à « la recherche de l'image de la Trinité ». Augustin développe l'idée que l'homme n'est pas créée à la ressemblance du Fils seul mais de la Trinité. Au livre VIII, christianisant le platonisme, il identifie vérité et bonté à Dieu et lie connaissance, compréhension et amour humain à Dieu.
Au livre IX, il définit les termes animus (âme rationnelle), mens (esprit spirituel où se forme l'image de Dieu — where God is imaged) et anima qui se réfère à l'âme mais pas forcément au sens humain. On est plutôt ici au niveau de l'Homme extérieur alors que les deux premiers termes se rapportent plus à l'Homme intérieur. Pour Augustin, l'image créée dans le mens peut être trompeuse et, en cela, se distingue du jugement en vérité.
Augustin qui cherche en l'homme l'image de Dieu définit, par analogie, des trinités inspirées par le prélude de l'Évangile de Jean : la trinité « de l'aimant, de l'aimé et de l'amour », la principale pour Marie-Anne Vannier ; celles de « l'âme, la connaissance et l'amour (Livre IX) », de « la mémoire, l'intelligence et la volonté (livre X) », de « la mémoire, la vision intérieure et la volonté (livre XI) ». Dans le livre IX qui traite de la trinité âme-amour-connaissance de soi, la connaissance est vue « comme participation aux raisons éternelles (rationes æternæ) et comme divine illumination ».
Le livre De Trinitate Augustin développe deux autres points importants de sa pensée : 1) l'être humain est « un être en relation, un esse ad » ; 2) pour se connaître, l'Homme ne doit pas seulement avoir conscience de soi et se penser (se cogitare) mais aussi se comprendre (scire, intelligere). Ainsi Augustin peut-il écrire « si la Trinité de l'âme est image de Dieu, ce n'est pas seulement parce qu'elle se souvient d'elle-même, se comprend et s'aime, mais parce qu'elle peut encore se rappeler, comprendre et aimer celui par qui elle a été créée ».

## Résumé

### Première partie
Le premier livre établit, sur le témoignage des Écritures, l'égalité entre les trois personnes divines et l'unité dans la Trinité ; en justifiant, par une interprétation de la Bible, l'égalité du Fils contre les objections des hérétiques et des païens.
Le second livre démontre que, quoique l'Écriture attribue au Fils et au Saint-Esprit certains offices qu'elle n'accorde pas au Père, cela ne prouve nullement qu'il y ait entre eux différence de nature, d'essence, mais seulement différence de « personnalité » (rôle).
Dans le troisième livre, il examine si Dieu, dans ses apparitions sensibles, a formé des créatures pour se faire connaître par elles aux hommes, ou si ces apparitions se sont faites par le ministère des anges, qui se seraient servis d'un corps pour opérer ces manifestations.
Le quatrième livre explique la mission du Fils de Dieu ; quoique envoyé, il n'est pas inférieur à son Père, pas plus que le Saint-Esprit n'est inférieur aux deux autres personnes, parce qu'il a été député par le Père et le Fils.
Le cinquième réfute les arguments des hérétiques contre le mystère de la Trinité.
Dans le sixième, S. Augustin examine en quoi le Fils est appelé la sagesse et la puissance du Père, si le Père est sage par lui-même, ou bien s'il est seulement le Père de la sagesse.
Dans le septième, il répond à la question posée au livre précédent, en faisant voir que le Père n'est pas seulement père de la puissance et de la sagesse, mais qu'il possède en lui-même ces deux attributs, également commun aux deux personnes qui forment avec lui la Trinité.

### Deuxième partie
Dans le huitième livre, après avoir montré que les trois personnes ensemble ne sont pas plus grandes qu'une seule, il entre dans la seconde partie de son sujet, en exhortant les hommes à s'élever à la connaissance de Dieu par la charité.
Le neuvième livre nous montre dans l'homme l'image de la Trinité. Il a été fait à la ressemblance de Dieu, avec un esprit, une connaissance de soi-même et un amour par lequel il s'aime naturellement sans étude et sans effort.
Le dixième reproduit le même phénomène dans l'intelligence, la mémoire et la volonté.
Le onzième et les suivants jusqu'au quinzième, recherchent et poursuivent cette image dans l'homme extérieur et dans le sens intérieur, dans la sagesse et dans la science.
Enfin, dans le quinzième, S. Augustin conclut que, bien que nous voyions partout des images de la Trinité, nous ne pouvons l'apercevoir ici-bas qu'en figure et en énigme, et que c'est dans l'autre vie seulement que nous la contemplerons dans les proportions immuables et infinies de son éternité.
Parmi les traducteurs de ces œuvres se trouvent l'Abbé Devoille (1807-1870) et l'Abbé Duchassaing (1812-1887).